# Cavalleria
|  | Per a altres significats, vegeu «Cavalleria (territori)». |

La cavalleria són aquelles tropes que munten a cavall o altres muntures. Altres accepcions d'aquesta paraula van associats amb el concepte nobiliari de cavaller.

## Orígens

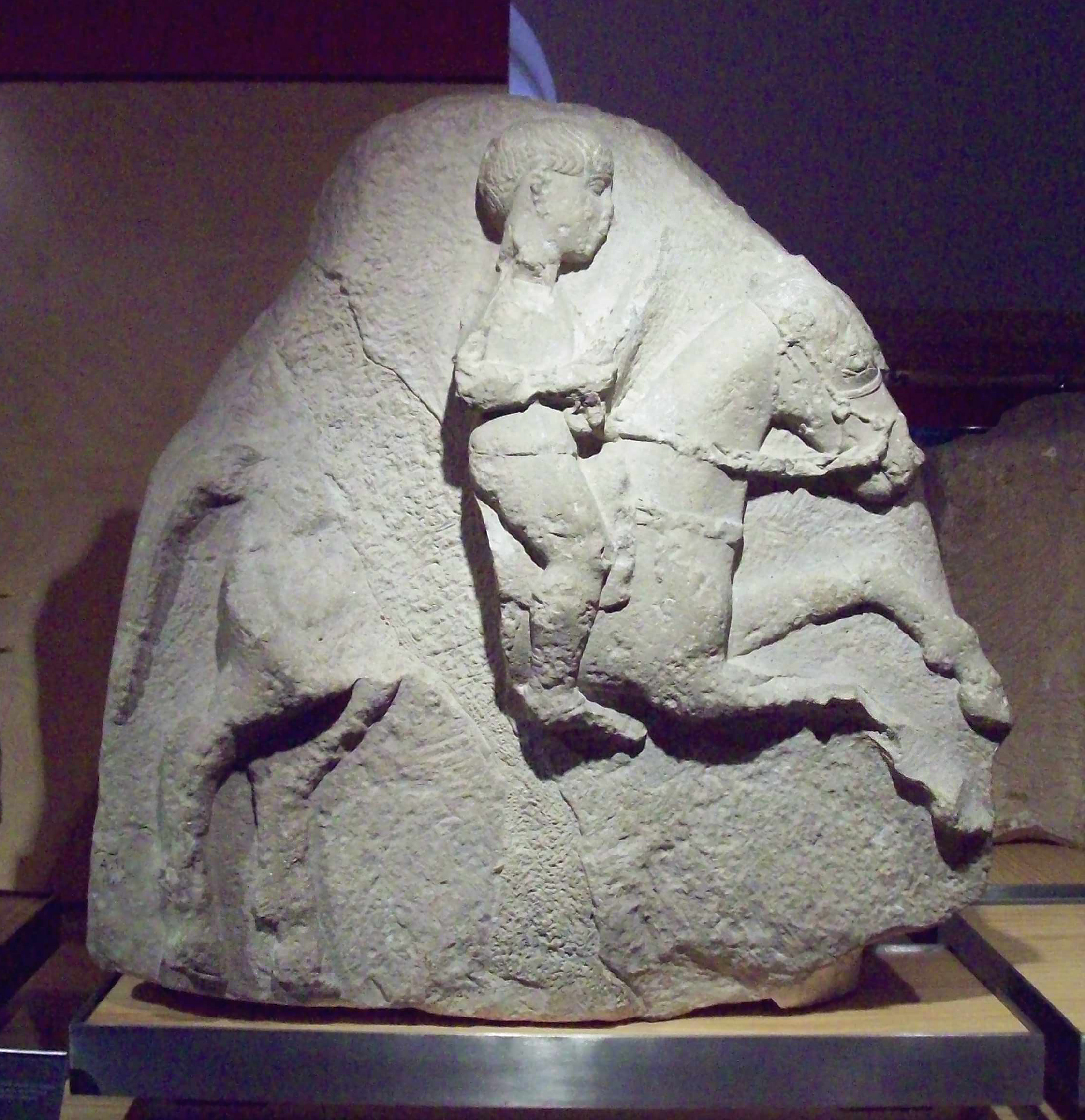
Genet iber del.

En les antigues civilitzacions d'Egipte, Babilònia, Assíria, etc., s'utilitzaven els cavalls per a tirar de carros des d'on es llançaven llances i fletxes. Posteriorment se seleccionaren races equines més fortes muntades per genets.
Tot i que alguns pobles, com els parts, en la guerra feien servir de manera quasi exclusiva els arquers muntats a cavall. En l'antiguitat i fins a la batalla d'Adrianòpolis del 378, que va establir la supremacia de la cavalleria sobre la infanteria a la guerra pels següents mil anys, pel que el seu nombre va augmentar en els nous exèrcits en detriment de la infanteria. La cavalleria dels armenis bagràtides l'encapçalava l'aspet, un noble amb títol hereditari.
Després de la caiguda de l'Imperi Romà d'Occident, la cavalleria assumí un paper més preponderant en l'exèrcit romà d'Orient. En destaquen els catafractes, cavallers pesants de moviments lents però devastadors com a força de xoc. Els conflictes amb els musulmans feren que a partir del segle vii la cavalleria romana d'Orient s'especialitzés en el combat a les planes que caracteritzen Anatòlia i el nord de Síria. A partir del segle xi, els cavallers llatins es convertiren en una peça clau de l'exèrcit romà d'Orient sota la dinastia Comnè, sia com a mercenaris o com a part de l'exèrcit regular.

## Cavalleria medieval

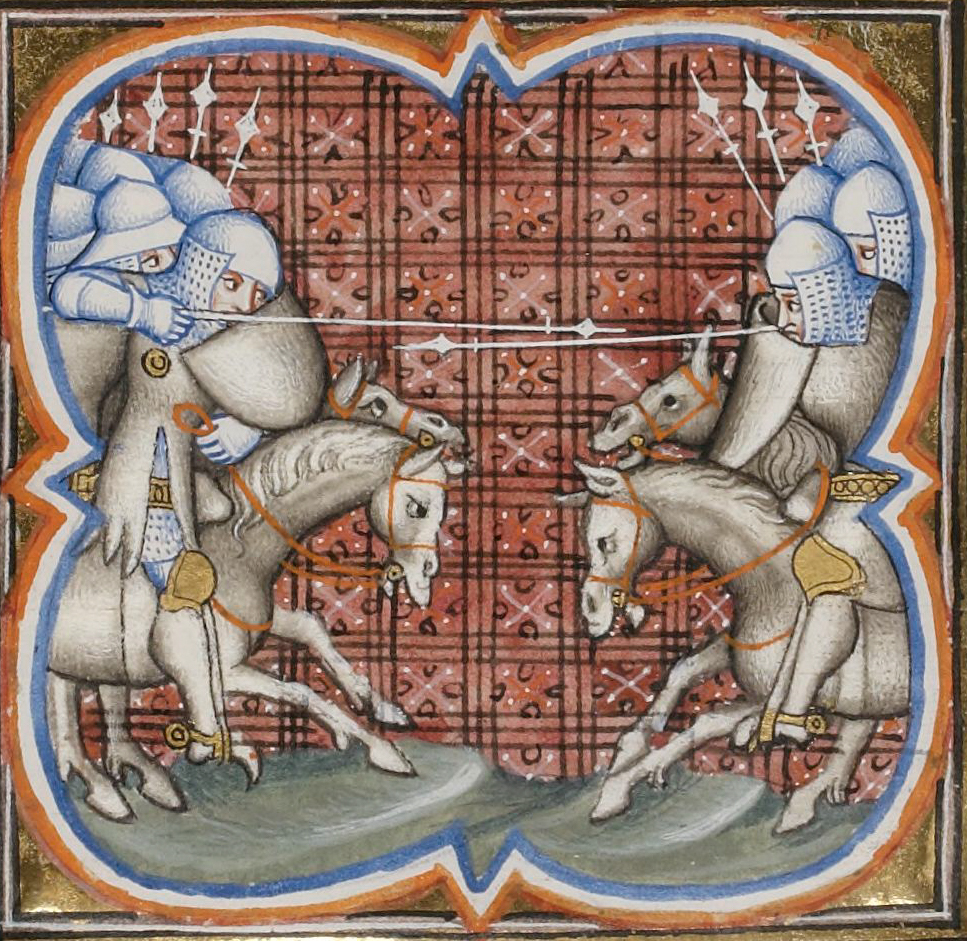
cavalleria a la batalla de Muret

La cavalleria és una institució que des de la seva dimensió estrictament militar dels seus orígens a Occident al tombant dels segles xi i xii, que va adquirint fortes dimensions socials i culturals mentre anava avançant l'edat mitjana, i que la literatura romànica, a través del romanç es perfila com una narració en llengua vulgar i una de les primeres plasmacions en aquesta llengua és sobre la visió del món de l'aristocràcia cavalleresca. contribueix a mitificar a partir de tres factors fonamentals: l’herència romana, els valors germànics, l'herència romana i la influència eclesial.
Podríem veure els orígens de la cavalleria medieval en la introducció d’elements germànics en els exèrcits llatins. Els guerrers germànics ingressen en les milícies romanes i hi introdueixen tota una cultura de la guerra: armament, tècniques de lluita, la guerra com a part intrínseca de la vida humana. Posteriorment, el cristianisme penetrarà en els territoris de l'imperi romà i s'hi instal·larà com a religió majoritària i “oficial” davant els “paganismes”, i hi exercirà la seva influència. La trobada i la influència cultural de l'exèrcit romà amb els pobles germànics es tradueix amb l’aportació d’armament, la renovació del vocabulari guerrer i nous costums dins del món castrense. La influència germànica serà molt important amb la veneració del cavall o els cultes de caràcter màgic entorn de l'espasa que finalment seran costums i pràctiques que arrelaran a la cultura romana i acabaran sent cristianitzats.
La militia designa en llatí qualsevol guerrer o membre de l'exèrcit, però aviat serà relacionada amb els guerrers a cavall, forma de lluita més estesa i eficaç a l'edat mitjana. En les noves llengües farà fortuna la denominació que en la llengua d’öil pren la forma de Chevalerie, provinent del llatí caballarius, caballus (Home a cavall o genet, cavall). La càrrega amb llança en posició horitzontal consoliden el cavall i el genet en la tècnica de la guerra, i les primeres referències les trobarem en l’àmbit normand. L'especialista Jean Flori planteja el nou (a principis del segle xi) col·lectiu de cavallers com una nova “classe social”, encara que Michael Pastoreau ens parla de, més aviat, una “forma de vida”.
La formació d’aquest grup social es produiria progressivament a partir del canvi dels segles X a XI, al voltant del l’any 1000. La literatura, en especial els cantars de gesta, ens parla de la possibilitat lliure de que qualsevol home batejat com a cristià podia ser ordenat cavaller, independentment de si era vil·là, serv o noble. Però en la realitat aquests en van ser casos excepcionals, ja que, com ens fa veure Pastoreau, els col·lectius es van anar formant entre els descendents dels propis cavallers o membres de la noblesa: “A partir de mitjan segle xii, els cavallers acostumen a ser reclutats quasi exclusivament entre els fills de cavallers i formar així una classe hereditària”. I concreta: “Vers 1200, els cavallers són, en essència, els senyors i els fills de senyors./…/…a poc a poc la condició de cavaller deixa d’ésser considerada com una cosa individual i es transforma en capacitat hereditària reservada a les capes superiors de l’aristocràcia. Es produeix llavors una fusió entre cavalleria i noblesa.”.

### Característiques i evolució
La idea d’un cavaller solitari i errant que sovint ens ha fet arribar la literatura i manifestacions artístiques posteriors com el cinema no coincideix amb les característiques i formes de vida d’aquests personatges, doncs necessita més d’un cavall per refresc o substitució en cas de mort, ferida o malaltia, i criats per vestir-se o desvestir-se, pel pes de l'arnès o armadura. I també necessitava un castell o una morada per viure-hi i descansar entre viatge i viatge, i mantenir-hi la quadra i els masovers. Si hi afegim la necessitat de manteniment de l’armament (llança i espasa) veiem que als cavallers els era menester una estabilitat econòmica per a mantenir-se com a tals, i no podien viure estrictament en soledat.
Els primers cavallers semblen personatges donats a una vida ociosa i de recerca de plaers mundans i beneficis propis. Algunes d’aquestes actituds intenten ser corregides per l'església. També trobem en aquest estadi inicial la figura del soldat de fortuna, que lluita al millor postor. D’acord amb Michel Pastoreau, n’hi va haver, de cavallers mercenaris, que accedien, sobretot, d’adquirir la condició de cavaller com qui compra una llicència, a aquells que es retiraven. Podien venir de territoris més pobres com Aragó, Flandes, Gal·les… i varen ser combatuts pel mateix col·lectiu cavaller.
L’ingrés a la cavalleria és un procés formatiu que comença ja en el canvi de la infància a l’adolescència (cap als 10-12 anys), i culmina en una cerimònia d’investidura que va tenir diferents formats en llarg de la historia. En un principi hi eren presents elements mítics aportats per la cultura germànica, referits sobretot a característiques màgiques de l’armament, en especial l'espasa. Progressivament els aspectes religiosos s'hi van anar imposant, incloent-hi la presència de clergues o, fins i tot, dels mateixos bisbes.

### Influència de l'església
La relació entre religió (com a ideologia i com a institució) i món cavaller no va ser sempre la mateixa, sinó que va tenir una evolució que va anar del rebuig a la quasi simbiosi.
L'església, en ser terratinent principal de la cristiandat, haurà de crear la “pau i treva de Déu”, que consistia a reglamentar uns períodes de descans que ocasionaven els llargs conflictes armats. En un principi, l'església refusa i combat la idea de la cavalleria (i de la guerra en general) en ser contradictòria amb les premisses bàsiques de la no violència del cristianisme. Aquest rebuig inclou els intents de prohibició dels torneus o justes que, en temps de pau o no combat, exalten la violència i s'hi poden presentar incidents que impliquin les ferides o la mort d’algun participant.
Però aquest refús inicial va evolucionant. Primer l'església intenta influir en la institució cavalleresca mitjançant la introducció de valors positius com la mercè i la clemència, la prohibició explícita d’exercir violència en dones i nens, o el qüestionament d’armes especialment mortíferes com la ballesta, amb la intenció de crear un codi ètic per als cavallers. En paraules de Flori, apareix la figura del guerrer cristià. A més, el romanç i la novel·la de cavalleries seran molt importants per a difondre aquest codi ètic
En aquest sentit, és molt interessant l’aportació de Ramon Llull en la seva obra Libre de l’Ordre de Cavalleria (1274-1276). Miquel Aguilar i Montero en el seu estudi de 2010, ens fa veure com Llull relaciona virtuts teologals (fe, esperança i caritat) i “cardinals” (justícia, temprança), amb un codi ètic bàsic del cavaller, i ressenya possibles actituds o accions negatives dels cavallers amb els pecats, amb l’ànim de reconduir-los en la seva trajectòria vital.
Finalment es produirà una connexió més clara entre la cristiandat i la visió bèl·lica del món amb una adopció del “furor guerrer” per part de la pròpia església, ja sigui per la defensa dels propis béns i institucions, o per la càrrega directa contra infidels de tota mena (bàrbars, sarraïns), que es concreta en fets com les Croades a Terra Santa i en recolzament de la conquesta de territoris en la península ibèrica per part dels regnes cristians (Aragó, Castella, Lleó…). També van ser propiciades algunes ordres religioses guerreres, com ara els Templers. Aquesta ordre, instituïda el 1118, és un model de cavalleria cristiana que intentava compaginar la vida espiritual amb l'exercici de les armes, i fou tan important que es va convertir en una amenaça per als poders civils de l’època. El Papa Climent V va suspendre l’ordre el 1312.

## Cavalleria medieval i literatura
El món conceptual darrere dels ordes de cavalleria es va desenvolupar i difondre sobretot a través del mitjà literari. El romanç i la novel·la de cavalleries, principalment, van ser una eina clau per a la creació d’un codi ètic i d’una semàntica que es transmetria llavors a l'entorn cultural. La relació entre la realitat cavalleresca i el seu concepte literari és d’alimentació recíproca: si bé la literatura es basa en un principi en la realitat social, no la reflecteix tal com és sinó que la idealitza i mitifica, esdevenint així una font d’inspiració i un model per als cavallers contemporanis que s'hi volen veure reflectits. En un moment de crisi estructural de la societat, la literatura contribueix a la creació d’una fita ètica i d’un paradigma a imitar, aportant-nos no un retrat realista sinó una visió ideal.
Johan Huizinga, a la seva excepcional obra El Otoño de la Edad Media, emfatitza aquesta idea i posa com a exemple alguns cronistes francesos dels segles XIV i XV; Froissart, Monstrelet, d’Escouchy, Chastellan, Olivier de la Marche, Molinet i d'altres autors insisteixen a glorificar la virtut cavalleresca tot i que –en opinió de Huizinga- no acaben d’aconseguir-ho. Els escriptors de l’època empren la ficció cavalleresca amb la intenció d’embellir i crear un ordre enmig la crua realitat contemporània. Així doncs, segons el plantejament de Huizinga, l’ideal cavalleresc persegueix essencialment una finalitat estètica composta d’elucubracions morals sobre la pietat i la virtut.
Tot plegat ens ha de prevenir a l’hora de la lectura de la literatura cavalleresca. Com veiem, no és sensat prendre’s al peu de la lletra com si fos un document històric el que se’ns està narrant: no hem de perdre de vista que es tracta d’una sublimació i no del reflex de la realitat. D’altra banda, és veritat que d’aquesta conceptualització se’n poden sostraure trets de la realitat. Jean Flori, als seus estudis sobre la matèria, subratlla el paper de la literatura de cavalleria a l’hora de mostrar-nos quines eren les grans qüestions que ocupaven els debats a la societat que els encabeix, les problemàtiques que es plantejaven i les seves respectives solucions. A més, la literatura també revela els valors ètics que pregonava l’alta societat de l’època, els quals tot sovint no coincideixen amb els de l’Església.
Un dels grans gèneres que va ocupar el tema cavalleresc és el de l'epopeia. Els Cantars de gesta –extensos poemes recitats oralment- contaven les fites dels grans cavallers del passat i n’exaltaven la seva glòria. La problemàtica principal que s'exposa en aquest gènere gira entorn el concepte d’honor i vassallatge. El dret feudal, amb els seus límits i contradiccions, ocasionà tota mena de conflictes entre senyors i vassalls i aquests es reflectiren en l'epopeia de cavalleries. Podem trobar un exemple de tot això en una obra tan paradigmàtica com ho és la Cançó de Rotllan, poema èpic datat al segle xi.
Els valors que es transmeten en l'èpica de cavalleries giren al voltant de la temàtica bèl·lica. S'exalta, principalment, conceptes com la valentia, la força física, la voluntat i l'enginy del protagonista, capaç de qualsevol proesa per defensar el seu honor i el del seu senyor. El concepte de reputació –pròpia i de llinatge- pren una importància cabdal. És per això que tot sovint senyors i cavallers d’arreu rendeixen culte als herois del passat, tant històrics com imaginaris. Johann Huizinga considera que la vida cavalleresca és una vida d’imitació, i la seva literatura intenta aportar als prínceps i militars de l’època models a imitar, ja siguin de l’antiguitat clàssica (Juli Cèsar, Alexandre el Gran) o de la literatura contemporània (Lancelot).
L'exaltació de l’heroi fort, tenaç i valent contradiu tot sovint els valors de l’ètica eclesiàstica i la pietat cristiana, que titllen la vanitat i la glorificació de l’individu com a pecaminosos. L’Església va contribuir, això és cert, a la creació d’una ètica al voltant de la cavalleria, però no sempre ha estat respectada. El compliment de preceptes cristians com el de la defensa dels pobres, dèbils, vídues i orfes, així com el de la pietat envers l’adversari rendit, no van ser d’habitual compliment.
En l'epopeia, la connexió entre el tema cavalleresc i l’Església es fa a través del concepte de la lluita contra l’infidel i la guerra santa. Jean Flori posa en relleu la satanització de l’adversari i la seva equiparació amb el paganisme, la qual cosa provoca que els cavallers cristians es converteixin gairebé en màrtirs de la fe. Tanmateix, l’autor considera que no per això s'ha de considerar els cavallers èpics com a grans defensors de la cristiandat, la seva relació amb l’Església respon encara al concepte de vassallatge.
La cultura cavalleresca pateix una transformació en el moment d’introducció de la dona i el concepte d’amor sentimental. Inicialment, a l’èpica, la figura femenina apareix de manera esporàdica i secundària. A partir del segle xii, amb autors com Guillem IX d'Aquitània, comença a introduir-se al món de la cavalleria el concepte d’amor entès com a valor propi. El cavaller ja no és només guerrer i heroi cristià, sinó que ara també és amant. La lírica trobadoresca, desenvolupada sobretot en l’àmbit occità, desenvolupa enormement aquests conceptes posant-los en relació sempre amb el món feudal i el vassallatge. La relació amorosa consisteix així en la servitud de l’amant envers la seva dama, la qual serà sempre d’una classe social superior. La llegenda de Tristany i Isolda és un bon exemple de com la problemàtica de l’amor cortès, l’adulteri i l’obligació a la fidelitat del cavaller al seu senyor es traslladen al món de la literatura.
A El Cavaller de la Carreta, obra escrita per Chrétien de Troyes, també es posa de manifest la qüestió del cavaller com a amant i vassall de la seva dama, tractant-se en aquest cas d’un amor adúlter amb la reina Ginebra. Jean Markale, gran estudiós de l’obra i dels Cicles Artúrics, considera tot el Lancelot en prosa exemple paradigmàtic de la ideologia cavalleresca. L’obra va ser realitzada a principis del segle xiii en un moment en què el valors del sistema feudal estaven en crisi. Una vegada més, la creació literària va servir per intentar reforçar uns ideals que començaven a posar-se en dubte. La figura de Lancelot, considerat el millor cavaller del món, serveix de paradigma exemplar per als lectors de l’època. La Dama del Llac, en l'episodi de partida de Lancelot cap a les seves aventures, explica al cavaller els valors i normes que aquest ha d’adoptar per tal d’actuar segons la seva condició. A mesura que es va desenvolupant el seu discurs es posen de manifest alguns dels conceptes bàsics de la filosofia cavalleresca. Segons la Dama, la cavalleria neix de la necessitat de defensa dels més dèbils, els quals escolliran uns protectors –que seran sempre d’origen noble, ‘ànimes ben nascudes'- per tal d’assolir la pau.
La Dama del Llac insisteix en l’obligació de protecció a l’Església la qual, essent la major terratinent de l’època, estava exposada a patir espolis i atacs de tota mena. Així doncs, els cavallers s'encarregaran d’executar les tasques que els eclesiàstics no poden assumir a causa de la seva obligada filosofia de ‘no violència’. Aquesta relació amb la doctrina cristiana comporta necessàriament l’adopció d’unes normes que concordin amb els seus valors: de nou apareixen els conceptes de la caritat, protecció dels orfes i de les vídues i pietat. Com es veurà al llarg del desenvolupament de l’acció, aquests valors no seran posats en pràctica amb gaire freqüència; la virtut espiritual del cavaller es reduirà a la protecció de la institució eclesiàstica la qual ja s'encarregarà a posteriori de ser pietosa i caritativa. D’altra banda, cal tenir en compte que molts dels personatges i dels relats pertinents als Cicles Artúrics provenen de cultures paganes, essencialment cèltiques. La traducció d’aquest paganisme als valors cristians en l'edat mitjana fou dificultós: en les aventures dels cavallers artúrics encara hi observem un gran nombre d’elements que provenen directament de les creences paganes (monstres, mags, fades) i que no van poder adaptar-se de manera òptima a l’imaginari cristià.

### Contrast entre l'ideal cavalleresc i la realitat del món feudal

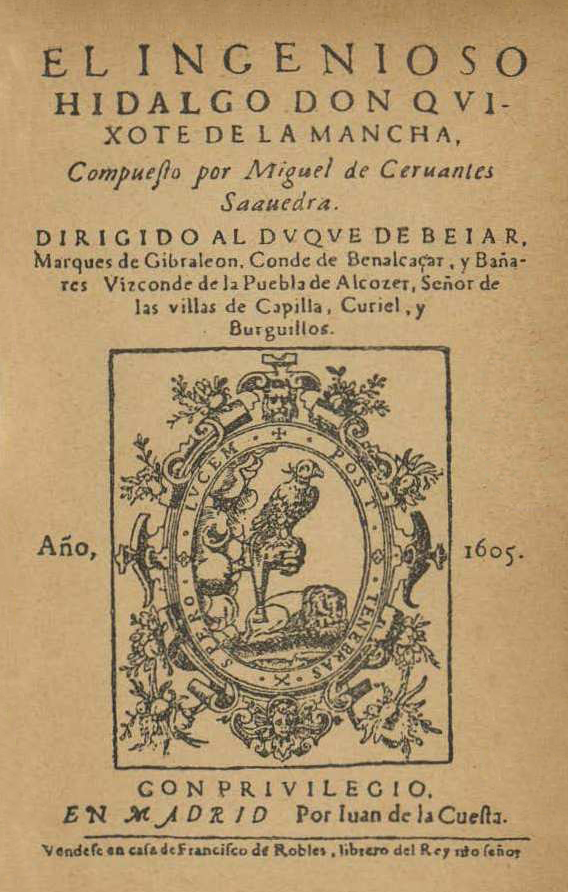
Portada de la primera edició de la primera part de El ingenioso hidalgo Don Quixote de la Mancha, de Miguel de Cervantes

El cavaller del roman de Chrétien de Troyes es diferencia dels herois dels Cantars de gesta en que té un temps propi que no és el de la col·lectivitat i no és immutable. Un temps individual en què busca, a través de l’aventura, la seua transformació, la seua identitat, és a dir, l’aventura genera el seu nom. Però el roman continua oferint als lectors un passat mític que oculta el present, segons E. Kölher, un ideal que emmascara la realitat. I la realitat és que al llarg dels segles xii i xiii es produeix una transformació que posa en crisi l’harmonia entre el poder econòmic i la jerarquia social d’aleshores.
La reactivació econòmica donarà pas a la creació d’una nova classe, la burgesa, la qual va assolint cada vegada més poder econòmic i polític, mentre que la noblesa de sang s'empobreix i veu una via d’eixida als seus deutes en la venda de terres als burgesos rics. Alhora, les necessitats de reclutament de nous cavallers per enfrontar les innumerables lluites, dona pas a l’aparició d’una nova cavalleria que sorgeix en bona part dels funcionaris de cada senyor, els quals reben com a pagament nous feus a canvi d’una lleialtat vassallàtica. Els ritus de formació i de fidelitat es repeteixen en la literatura cavalleresca. A finals del segle xii i principis del XIII la cavalleria comença a voler-se mantenir inaccessible i els “nous cavallers” a voler defensar la seua posició, en principi d’inferioritat per sang, amb un convencionalisme exagerat que tindrà la seua manifestació, real o fictícia, plenament cavalleresca.
Aquesta exaltació cavalleresca que es plasmarà en el roman cortesà a França, coincideix amb una revitalització de la monarquia antifeudal i centralista que es lliga de manera recíproca i incondicional amb funcionaris d’estat burgesos, que així poden aconseguir una major significació social i política. El seu creixent poder econòmic i polític, justament en una època en què la noblesa s'empobreix, és una dinàmica amenaçadora que suposa per a la cavalleria cortès una fatalitat.
En aquest context socio-polític, la fantasia és, d’alguna manera, una reivindicació històrica d’un grup, el dels cavallers, que desitja representar-se una imatge ideal a la qual aspira en el present i que correspon a un passat, que pot inclòs falsejar-se en funció d’eixe passat desitjat. Chrétien de Troyes no està disposat a reconèixer una realitat que exclou al seu heroi i l'exalta a través de la ficció. Així, el rei Artús apareix com el paradigma del món feudal i cortès. És el rei exemplar, la cort del qual és el centre del món i de la humanitat ideal i orienta tota la ficció. El rei ideal tant de Chrètien com de Wace, no és despòtic ni sobirà, sinó l’afirmació d’un món ideal que manté l’ordre tradicional; lleialtat, justícia, honor, costum, generositat, són nobles obligacions a què es deu el rei Artús i per tant, nega la transformació de les monarquies nacionals contemporànies, tot això, embellit per l'esplendor del món cortès.
Segons Erich Köhler, en la cort del rei Artús, tots són cavallers de naixement i el rei no és més que el primus entre pares, condició que es manifesta en la Taula Rodona, l’al·lusió a la qual apareix per primera vegada en el Roman de Brut de Wace. La seua circularitat mostra la condició d’iguals del vassalls i la limitació del poder del rei que ha de garantir els drets i privilegis dels cavallers i el manteniment de la cortesia. No hi caben ni vilains ni burgesos, els quals són menyspreats en la literatura de Chrétien. Les poques vegades que hi apareixen són «deformats, odiosos, lletjos i ridículs». Però, la realitat política i social, deixa en mans de la ficció l’ideal cavalleresc i aquesta és patrocinada amb interès per les cases principesques enfrontades amb la monarquia.
L'amor cortès es converteix en el principi que harmonitza l’instint i la raó i guia el perfeccionament de l’home noble, la seua autorealització en una superació constant de reptes a través de la distància entre el desig i l’objectiu, els favors de la dama. En la poesia trobadoresca aquesta distància és essencial per dinamitzar el procés d’ennobliment, queda així exclosa la relació conjugal, la qual s'esgota en l’àmbit privat, la dama idolatrada sempre és la dona de l’altre i per tant, incorpora l’adulteri. Però, en el roman de Chrètien, dotat d’espiritualitat, encara que l’amor segueix sent el programa educador i ordenador, ha de ser moralment inatacable per la consciència cristiana, i per tant, s'ha de conciliar la idea de l’amor cortès amb la del matrimoni. Sempre hi ha un punt de partida feliç, el matrimoni (encara que en Yvain de Chrétien ja ben avançada l’obra), algun fet que el desestabilitza, i una restabilització final per mitjà d’aventures i victòries cavalleresques. La unió matrimonial es posa a prova. D’aquesta contradicció entre ambdues concepcions sorgeix gran part de l’obra de Chrétien, el perfeccionament del cavaller ha de conduir a la fi o al salvament del matrimoni.
L'exaltació de la dona tampoc troba suport en la realitat. En la pràctica, la dona no assoleix en la vida social i política el protagonisme que li atorga la literatura. Tampoc és clar que l’amor cortès, la fin’amors, existira en la pràctica social més que com a forma de relat, com una ficció literària.

### Declivi i desmitificació de l'ideal cavalleresc i de l'amor cortès
La tensió creada entre la realitat i la ficció en la literatura medieval, culmina en la desmitificació de l’ideal cavalleresc i de l’amor cortès, després d’un declivi progressiu originat per les contradiccions que anaven incorporant les obres. La mort d'Artur, última novel·la del cicle artúric compilat en la Vulgata, construeix una imatge crepuscular del món artúric, és el final de l’ideal cavalleresc.
Després de Chrétien de Troyes el gènere sofreix una renovació que és fruit del seguiment de la tradició del seu model i de la innovació. A poc a poc, la literatura es va fent permeable a la realitat a través de la incorporació de tota classe d’elements temàtics i estructurals que evolucionaran cap a la decadència de l’ideal cavalleresc.
Al segle xiii, en les continuacions en vers de l’obra de Chrétien, es produeix una pèrdua de la dimensió ètica de l’aventura, la qual ja no és concebuda com una part del procés de perfeccionament, «s'exalta l’aventura per l’aventura». Erich Köhler assenyala la dificultat de conciliar l’amor cortès i el matrimoni. Una vegada assolit l’objectiu, la virtut del matrimoni, la font que guia els personatges cap a un esforç continu per la perfecció, s'esgota. L’amor va perdent la seua omnipotència i degradant-se en la literatura. L’amor tirà ja apareix en algunes obres de Chrètien, amb personatges com Ginebra o Laudine, així com una visió de la dona que de vegades es torna capritxosa, inaccessible, versàtil. En l'Erec, l’abús de la dona pels seus drets fa caure l’home en una esclavitud indigna. L’adulteri penetra en l’obra, Lancelot i Ginebra  no es plantegen mai el seu amor adúlter ni la traïció al rei Artús, però la manca d’un final “feliç”, deixa sense motiu sentimental la història. L’arbitrarietat de l’amor desorienta el cavaller que al mateix temps que en la realitat, se sent pertanyent a un món hostil.
El fonaments ètics de l’aventura queden qüestionats i els cavallers, en les obres que segueixen les de Chrétien, es veuen immersos en una activitat frenètica d’aventures en què no queda clar quin és el camí a seguir. En El Bell Desconegut, Renaut de Beaujeu experimenta una construcció paral·lelística en què, a banda de la línia argumental cavalleresca en què l’heroi construeix la seua identitat mitjançant l’aventura, s'introdueix una altra onírica. Aquesta complicació manca de sentit ètic doncs no es planteja quin és el camí correcte. Aquests canvis estructurals de la narració també creen una dualitat en la percepció de la dona. En El Bell Desconegut apareix una disjunció entre l’amor i el matrimoni, i en Meraugis de Portlesguez de Raoul d’Houdenc, entre la bellesa física i la bellesa exterior, plantejant la possibilitat que no coincidisquen en una mateixa dona.
La matèria adquireix un caire irònic, una finalitat lúdica amb incorporacions de trets misògins, episodis còmics i situacions ridícules. Les visions oníriques de Guinglain en El Bell Desconegut, a mode d’imitació de les d’El Cavaller de la Carreta de Chrètien, sotmeten l’heroi a les burles i rialles dels qui el contemplem agafat a una perxa, temorós de morir ofegat en les aigües que imagina inunden l’habitació.
Jean Charles Payen relaciona aquest tractament humorístic a la difusió d’aquestes obres entre els nous lectors, els burgesos, que més enllà dels cercles cortesans, i no portadors d’aquests valors cavallerescs, sí que són coneixedors de la tradició. En el mateix sentit, Denis de Rougemont explica que, a partir de principis del segle xii i paral·lelament a la poesia cortès, es desenvolupa una tendència contrària que, amb els mateixos excessos, exalta, a través de la picardia, la concepció naturalista de l’amor, la voluptuositat enfront del romanticisme. Els fabliaux van dirigits especialment a la burgesia i, ni l’home, ni la dona, ni el clergat, es lliuren de la burla. El tractament paròdic de l’ideal cavalleresc també es fa evident més endavant en el segle xiii en la literatura occitana. En el Jaufré, el ritme de les aventures és frenètic i ni tan sols el rei Artús es lliura del tractament humorístic.
La racionalització que Chrétien de Troyes feia de l’ús dels elements meravellosos, és substituïda per un ús excessiu d’aquests. Chrétien els usava per crear un clima mític i una tensió dramàtica, però allò sobrenatural no havia d’ocultar els conflictes morals a què s'enfrontaven els cavallers. En les obres posteriors s'intensifica de manera gratuïta l'element meravellós i sobrenatural que incrementa, si cal més, el caràcter frívol de les obres.
Al segle xiii s'incorpora la novel·la a la tradició literària entorn de la cort artúrica. La narrativa artúrica permetrà contemplar tota la complexitat, tant estructural com de contingut, que s'ha anat generant després de Chrétien de Troyes. La Vulgata o Lancelot en prosa serà la «summa» de tot el món novel·lístic d’Artús. Es produeix una espiritualització de l’objectiu cavalleresc, la cerca del Graal. En La cerca del sant Graal els herois s'esforcen en les seues aventures per la contemplació final del Graal, el sublim, aquest és el que dona sentit als valors d’heroïcitat. Però sols hi ha un elegit, Galahad. Les aventures, reptes i personatges es multipliquen però manquen de motivació, el sublim és inassolible i aquestes aventures es converteixen en purs rituals. El canvi en la comprensió de l’amor i del món en aquestes obres evidència un canvi en la mentalitat dels escriptors, essencialment clergues, que es fan ressò de la inspiració cistercenca de l’època.
La mort del Rei Artús, l’últim llibre del cicle, és el «crepuscle del déus». Com a causes concretes d’aquesta destrucció s'apunten l’adulteri de Lancelot i Ginebra i la traïció de Mordred, però el que es posa de manifest és la corrupció a la cort artúrica com a origen de la seva destrucció. La camaraderia dels cavallers de la Taula Rodona passa a ser substituïda per traïcions, gelosia, venjances, lluites, destrucció i rivalitats. Aquest símbol que espera l’arribada de l’aventura i la retornada feliç, perd el seu sentit.
La desmitificació de l’amor i de la dona esdevé en presentar una amor luxuriós per Lancelot cap a Ginebra, la qual es mostra gelosa, desesperada, capritxosa, cobdiciosa i aparta l’home del camí de la perfecció. És l’Eva de la cort del rei Artús, i al final, Lancelot renunciarà a la dama i a la cavalleria.
De la mateixa manera que amb l’amor es desmitifica l’ideal cavalleresc. Ara es desdibuixa la frontera entre el bé i el mal i els cavallers es baten en tornejos frívols, fruit de l’odi i de l’ofuscació i sense una direcció útil, sense un codi d’honor a seguir. Les traïcions, les rivalitats i els enfrontaments portaran a una destrucció del món artúric en un final en què desapareix qualsevol possibilitat de retorn. Els cavallers es veuen sotmesos a la capritxosa Fortuna que provoca catàstrofes i canvia el rumb dels esdeveniments, els empenya cap una lluita contra la voluntat divina que és més poderosa que la voluntat dels herois.
Carlos Alvar en la introducció a “La mort d'Artur” escriu:
«La muerte… es el final del mundo idílico y maravilloso, es el final de la caballería y de las hazañas terrenas; los héroes se salvarán por la penitencia que hacen, por el arrepentimiento que inunda sus últimos días de vida. Sin embargo, el autor no consiguió lo que pretendía, pues el fin de la Mesa Redonda hace aparecer, diseminados por el Occidente medieval, una legión de caballeros andantes que recorren toda la tierra conocida: son los Guirones, Palamedes, Amadises, Palmerines y otros tantos que acaban enloqueciendo a los lectores de sus aventuras. Casi cuatrocientos años serán necesarios para terminar con semejantes caballeros errantes, que buscan lugares donde llevar a cabo sus hazañas. Del reino de Inglaterra, han pasado a Gaula y de Gaula, a La Mancha… Y será un humilde hidalgo en solitario quien acabe con la caballería que no había podido desaparecer, ni siquiera con las tremendas batallas de La muerte…»
En el segle xiii es referma una tendència que pretén incorporar el present històric del narrador a les obres. Es tracta del realisme literari que busca la versemblança incorporant allò natural, descripcions, retrats. Aquests trets ja hi apareixen al segle xii en un contemporani de Chrétien, Gautier d'Arras. El realisme s'intensifica en el segle xiii en l’obra de Jean Renart que incorpora, en una imatge també idealitzada de la societat, la vida corrent, i fa protagonistes del retrat de l’ambient aristòcrata, no ja als cavallers, sinó als vilains i burgesos.

## Cavalleria moderna i contemporània
Encara que l'armadura protegia de les bales de mosquet a llarga distància, un cop a l'abast de l'arma, podia travessar-la, i les descàrregues conjuntes devastaven aquestes unitats. Ja en l'Edat Moderna, la generalització de les armes de foc acaba la primacia de la cavalleria pesant i les armadures, fent el cavaller obsolet.

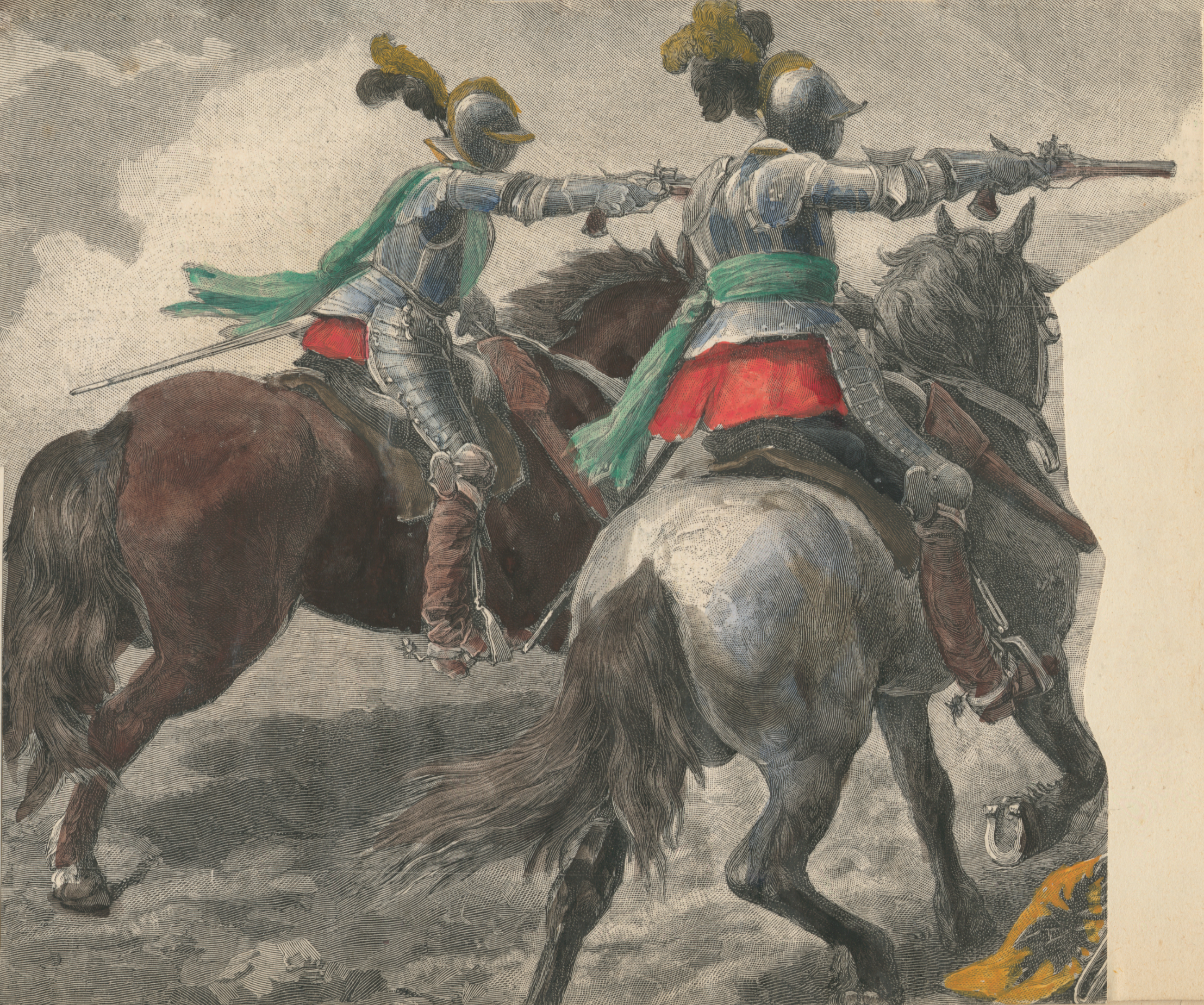
cuirassers del segle XVI

La major part de les forces de cavalleria van abandonar la llança, i la cavalleria evoluciona cap a formes de combat més àgils i s'arma amb pistola i sabre, i més tard, amb carrabina. Amb algunes excepcions, la cavalleria disposava de casc, cuirassa sobre un vestit de cuir i botes fins al genoll de pell dura, que protegien contra les estocades de la infanteria. La cavalleria pesant va romandre com els cuirassers. La cavalleria alemanya va desenvolupar la tàctica del caracole, en què la cavalleria s'acostava a la infanteria a trot mitjà, i a unes vint passes disparava el parell de pistoles, atacava els soldats amb els sabres, i es retirava per carregar, i una nova línia de genets la seguia. Com els genets s'acostaven a una velocitat lenta, els mosqueters entrenats delmaven la cavalleria atacant i la tàctica era generalment ineficaç.

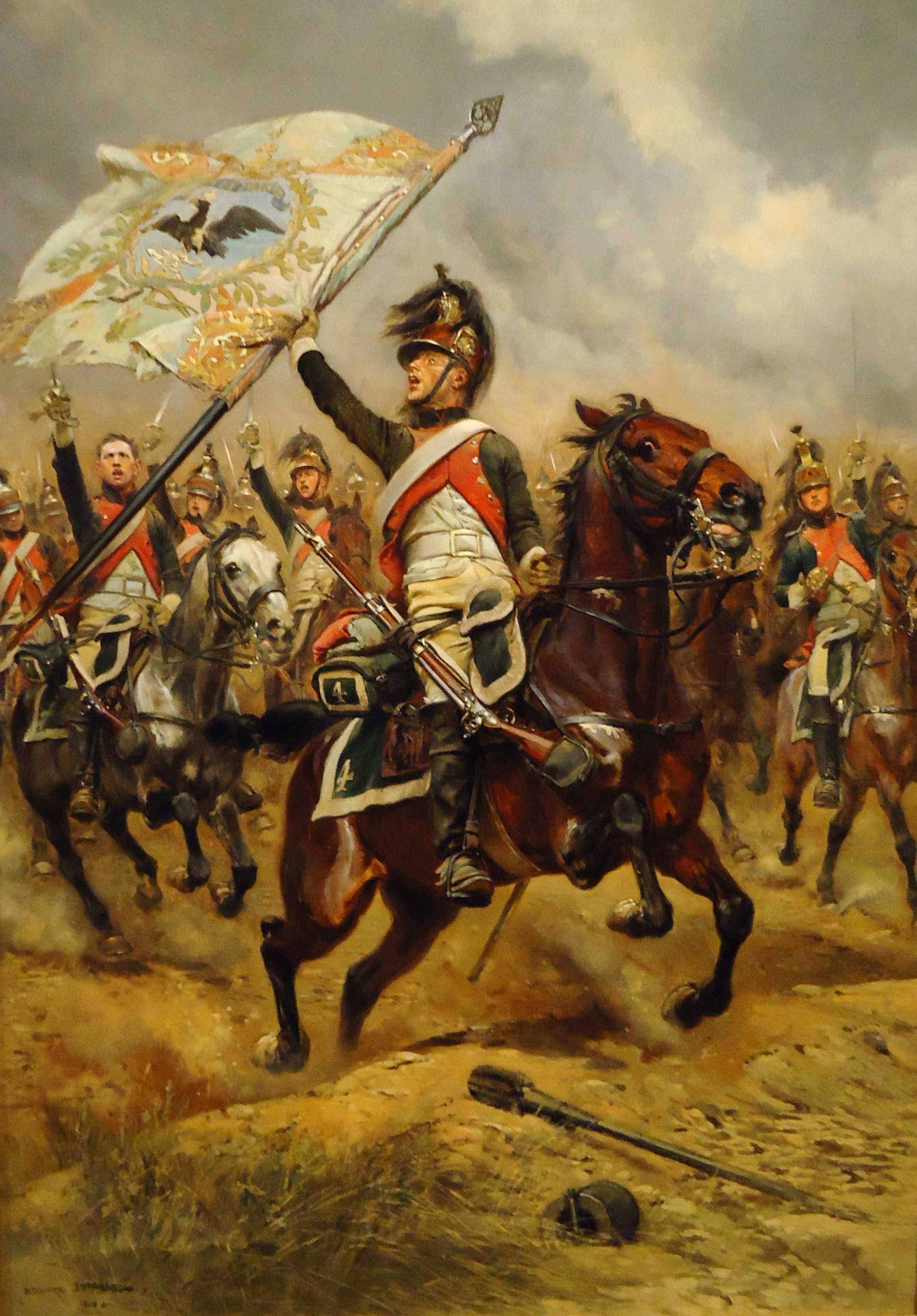
dragó francès al 1806

El 1554 el mariscal de França Charles I de Cossé va crear un cos d'arcabussers que combatien a peu i es desplaçaven a cavall per a servir a l'exèrcit del Piemont. En aquesta època va ser quan es va començar a utilitzar el nom d'origen incert de dragons, que no van començar a organitzar-se en regiments fins al 1635.
Gustau II Adolf de Suècia va abandonar tàctica de la caracole per la càrrega de cavalleria, en què l'esquadró galopava a màxima velocitat i en una formació molt tancada, estrep contra estrep, en direcció a una posició on es percebia una feblesa de la línia enemiga, a prop de l'enemic es les primeres files disparaven les pistoles i a continuació s'usaven les espases per penetrar la línia i trencar la cohesió dels defensors, creant el pànic. El punt feble de la maniobra era el reagrupament de la formació, i era habitual que després de la càrrega, la cavalleria abandonés el camp de batalla.
Des del segle xvii es distingeix entre cavalleria lleugera i cavalleria pesant, distinció que obeeix a la forma de combatre i a l'equipament dut en combat. La cavalleria lleugera constava de caçadors de cavalleria, hússars, dragons, llancers (o ulans), etc. (a què cal sumar cossos nacionals específics, com els cosacs ucraïnesos i russos). La cavalleria pesant constava de cuirassers, granaders de cavalleria, etc.
Al segle xix, tal com es manifestaria, per exemple, el 1815 amb la batalla de Waterloo, la cavalleria entra en crisi davant una infanteria formada en quadre amb fusells (de repetició des del darrer quart del segle) i baioneta i, sobretot, davant la potència de l'artilleria. Amb tot, continuà essent una arma important durant tot el segle (Guerra de Crimea, guerres d'unificació italianes i alemanyes, guerra francoprussiana, guerres colonials com les d'expansió dels EUA, etc.). Les càrregues de cavalleria eren encara formidables i, sovint, efectives, bé que podien acabar desastrosament (la càrrega de la Brigada Lleugera britànica contra l'artilleria russa a la batalla de Balaclava, 1854).
Durant la trinxera i la metralladora anul·len la cavalleria a la majoria de fronts com a arma de combat directe, tot i que al front oriental encara coneixerà un ús limitat, com passarà encara al front soviètic durant la Segona Guerra Mundial.
Al començament de la Primera Guerra Mundial, el 1914, les càrregues de cavalleria, en què milers de soldats a cavall anaven junts a la batalla, encara eren considerades com una tàctica ofensiva important, però la guerra de trinxeres, el filferro de pues, la metralladora i altres desenvolupaments moderns efectivament van frenar les càrregues. Al final de la guerra, els cavalls encara s'utilitzaven darrere de les línies per transportar armes i subministraments, però el seu paper ofensiu s'havia convertit en una cosa del passat, tot i que els darrers desplegaments massius i efectius de tropes de cavalleria havien tingut lloc, mentrestant, en la guerra Civil Russa (1917-1920) i en la guerra poloneso-soviètica (1919-1920). L’última càrrega de cavalleria a cavall de l'exèrcit dels Estats Units es va produir el 1942, quan els Estats Units van combatre l'exèrcit japonès a les Filipines. Encara avui, per tradició, hi ha unitats designades "de cavalleria" (i, específicament, d'hússars, caçadors, dragons, etc.), algunes de les quals, com a tasca secundària, encara tenen cavalls: la mística de la cavalleria roman en l'imaginari col·lectiu.
La cavalleria s'ha reconvertit en l'arma blindada: consta d'unitats cuirassades amb la tropa (tanquistes) armada com la infanteria i desplaçada en vehicles blindats com el tanc, i alguns exèrcits de terra tenen unitats anomenades "de cavalleria aèria", dedicades al transport d'unitats per helicòpter.